# Leghe
Leghe war ein Längenmaß auf Malta.
- 1 Leghe = 428,85 Meter

Die Maßkette war
- 1 Miglio/Meile = 3 Leghe = 660 Tese/Klafter = 4536 Piedi = 1407 Yard (engl.) = 1286,54 Meter